# Општина Абасоло (Гванахуато)
Абасоло (шп. Abasolo) општина је у Мексику у савезној држави Гванахуато. Општина се налази на надморској висини од 1706 м.

## Становништво
Према подацима из 2010. у општини је живело 84332 становника.

### Хронологија
| Година       | 2000                  | 2005                  | 2010                  |
| ------------ | --------------------- | --------------------- | --------------------- |
| Становништво | 79093 (37369 / 41724) | 77094 (35776 / 41318) | 84332 (40281 / 44051) |

### Попис
| \| \| м \| \| \| ж \| \| 0—2 \| 2.628 \| \| \| 2.559 \| \| 3—5 \| 2.644 \| \| \| 2.536 \| \| 6—11 \| 5.547 \| \| \| 5.493 \| \| 12—14 \| 2.802 \| \| \| 2.662 \| \| 15—17 \| 2.823 \| \| \| 2.569 \| \| 18—24 \| 4.962 \| \| \| 5.854 \| \| 60+ \| 4.128 \| \| \| 4.472 \| \| Просек : \| 27,6 \| \| \| 29,0 \| |       |  |  |       |
| |       |  |  |       |
| | м     |  |  | ж     |
| 0—2 | 2.628 |  |  | 2.559 |
| 3—5 | 2.644 |  |  | 2.536 |
| 6—11 | 5.547 |  |  | 5.493 |
| 12—14 | 2.802 |  |  | 2.662 |
| 15—17 | 2.823 |  |  | 2.569 |
| 18—24 | 4.962 |  |  | 5.854 |
| 60+ | 4.128 |  |  | 4.472 |
| Просек : | 27,6  |  |  | 29,0  |

| #   | Индикатор                                                                                        | Вредност |
| --- | ------------------------------------------------------------------------------------------------ | -------- |
| 1   | Становништво од 0 до 2 године                                                                    | 5187     |
| 2   | Мушко становништво од 0 до 2 године                                                              | 2628     |
| 3   | Женско становништво од 0 до 2 године                                                             | 2559     |
| 4   | Становништво са 3 и више година                                                                  | 79019    |
| 5   | Мушко становништво са 3 и више година                                                            | 37593    |
| 6   | Женско становништво са 3 и више година                                                           | 41426    |
| 7   | Становништво са 5 и више година                                                                  | 75585    |
| 8   | Мушко становништво са 5 и више година                                                            | 35865    |
| 9   | Женско становништво са 5 и више година                                                           | 39720    |
| 10  | Становништво са 12 и више година                                                                 | 62799    |
| 11  | Мушко становништво са 12 и више година                                                           | 29402    |
| 12  | Женско становништво са 12 и више година                                                          | 33397    |
| 13  | Становништво са 15 и више година                                                                 | 57335    |
| 14  | Мушко становништво са 15 и више година                                                           | 26600    |
| 15  | Женско становништво са 15 и више година                                                          | 30735    |
| 16  | Становништво са 18 и више година                                                                 | 51943    |
| 17  | Мушко становништво са 18 и више година                                                           | 23777    |
| 18  | Женско становништво са 18 и више година                                                          | 28166    |
| 19  | Становништво од 3 до 5 година                                                                    | 5180     |
| 20  | Мушко становништво од 3 до 5 година                                                              | 2644     |
| 21  | Женско становништво од 3 до 5 година                                                             | 2536     |
| 22  | Становништво од 6 до 11 година                                                                   | 11040    |
| 23  | Мушко становништво од 6 до 11 година                                                             | 5547     |
| 24  | Женско становништво од 6 до 11 година                                                            | 5493     |
| 25  | Становништво од 8 до 14 година                                                                   | 13032    |
| 26  | Мушко становништво од 8 до 14 година                                                             | 6575     |
| 27  | Женско становништво од 8 до 14 година                                                            | 6457     |
| 28  | Становништво од 12 до 14 година                                                                  | 5464     |
| 29  | Мушко становништво од 12 до 14 година                                                            | 2802     |
| 30  | Женско становништво од 12 до 14 година                                                           | 2662     |
| 31  | Становништво од 15 до 17 година                                                                  | 5392     |
| 32  | Мушко становништво од 15 до 17 година                                                            | 2823     |
| 33  | Женско становништво од 15 до 17 година                                                           | 2569     |
| 34  | Становништво од 18 до 24 године                                                                  | 10816    |
| 35  | Мушко становништво од 18 до 24 године                                                            | 4962     |
| 36  | Женско становништво од 18 до 24 године                                                           | 5854     |
| 37  | Женско становништво од 15 до 49 година                                                           | 22957    |
| 38  | Становништво са 60 и више година                                                                 | 8600     |
| 39  | Мушко становништво са 60 и више година                                                           | 4128     |
| 40  | Женско становништво са 60 и више година                                                          | 4472     |
| 41  | Однос између мушкараца и жена                                                                    | 91.44    |
| 42  | Становништво од нуле до 14 година                                                                | 26871    |
| 43  | Становништво од 15 до 64 године                                                                  | 50996    |
| 44  | Становништво од 65 година и више                                                                 | 6339     |
| 45  | Просечан број деце                                                                               | 2.7      |
| 46  | Становништво рођено у ентитету                                                                   | 80583    |
| 47  | Мушко становништво рођено у ентитету                                                             | 38515    |
| 48  | Женско становништво рођено у ентитету                                                            | 42068    |
| 49  | Становништво рођено у другом ентитету                                                            | 2889     |
| 50  | Мушко становништво рођено у другом ентитету                                                      | 1330     |
| 51  | Женско становништво рођено у другом ентитету                                                     | 1559     |
| 52  | Становништво од 5 година и више резидентно у ентитету у јуну 2005. године                        | 72606    |
| 53  | Мушко становништво старосног доба од 5 година и више, резидентно у ентитету у јуну 2005. године  | 33768    |
| 54  | Женско становништво старосног доба од 5 и више година, резидентно у ентитету у јуну 2005. године | 38838    |
| 55  | Становништво од 5 година и више које је живело у другом ентитету у јуну 2005. године             | 730      |
| 56  | Мушко становништво старије од 5 година које је живело у другом ентитету у јуну 2005. године      | 352      |
| 57  | Женско становништво старије од 5 година које је живело у другом ентитету у јуну 2005. године     | 378      |
| 58  | Становништво од 3 године и више које говори аутохтони језик                                      | 116      |
| 59  | Мушко становништво старо 3 године и више које говори аутохтони језик                             | 56       |
| 60  | Женско становништво старо 3 године и више које говори аутохтони језик                            | 60       |
| 61  | Становништво од 3 године и више које говори аутохтони језик и не говори шпански језик            | 0        |
| 62  | Мушко становништво старо 3 године и више које говори аутохтони језик и не говори шпански         | 0        |
| 63  | Женско становништво старо 3 године и више које говори аутохтони језик и не говори шпански језик  | 0        |
| 64  | Становништво старо 3 године и више које говори аутохтони језик и шпански                         | 34       |
| 65  | Мушко становништво старо 3 године и више које говори аутохтони језик и шпански                   | 17       |
| 66  | Женско становништво старо 3 године и више које говори аутохтони језик и шпански                  | 17       |
| 67  | Становништво од 5 година и више које говори аутохтони језик                                      | 113      |
| 68  | Становништво од 5 година и више које говори аутохтони језик и не говори шпански језик            | 0        |
| 69  | Становништво од 5 година и више које говори аутохтони језик и говори шпански језик               | 34       |
| 70  | Становништво у домородачким домаћинствима                                                        | 265      |
| 71  | Становништво са ограничењима у активностима                                                      | 4076     |
| 72  | Становништво са ограниченим ходањем или кретањем, горе или доле                                  | 2450     |
| 73  | Становници са ограничењима вида, чак и уз кориштење сочива                                       | 923      |
| 74  | Становништво са ограничењима говора, комуникације или конверзације                               | 385      |
| 75  | Становништво са ограниченим слухом                                                               | 447      |
| 76  | Становништво са ограничењима при одевању, купању или јелу                                        | 252      |
| 77  | Становништво са ограничењима у опажању или учењу једноставних ствари                             | 321      |
| 78  | Становништво са менталним ограничењима                                                           | 353      |
| 79  | Становништво без ограничења активности                                                           | 79876    |
| 80  | Становништво од 3 до 5 година које не похађа школу                                               | 2411     |
| 81  | Мушко становништво од 3 до 5 година које не похађа школу                                         | 1225     |
| 82  | Женско становништво од 3 до 5 година које не похађа школу                                        | 1186     |
| 83  | Становништво од 6 до 11 година које не похађа школу                                              | 192      |
| 84  | Мушко становништво од 6 до 11 година које не похађа школу                                        | 105      |
| 85  | Женско становништво од 6 до 11 година које не похађа школу                                       | 87       |
| 86  | Становништво од 12 до 14 година које не похађа школу                                             | 597      |
| 87  | Мушко становништво од 12 до 14 година које не похађа школу                                       | 315      |
| 88  | Женско становништво од 12 до 14 година које не похађа школу                                      | 282      |
| 89  | Становништво од 15 до 17 година похађа школу                                                     | 2844     |
| 90  | Мушко становништво од 15 до 17 година похађа школу                                               | 1451     |
| 91  | Женско становништво између 15 и 17 година живота у школи                                         | 1393     |
| 92  | Становништво од 18 до 24 године похађа школу                                                     | 1660     |
| 93  | Мушко становништво од 18 до 24 године похађа школу                                               | 800      |
| 94  | Женско становништво од 18 до 24 године похађа школу                                              | 860      |
| 95  | Становништво од 8 до 14 година које не може да чита и пише                                       | 476      |
| 96  | Мушко становништво старосног доба од 8 до 14 година које не може да чита и пише                  | 295      |
| 97  | Женско становништво старосног доби од 8 до 14 година које не може да чита и пише                 | 181      |
| 98  | Становништво од 15 година и више које је неписмено                                               | 6742     |
| 99  | Мушко становништво од 15 година и више које је неписмено                                         | 2784     |
| 100 | Женско становништво од 15 година и више које је неписмено                                        | 3958     |
| 101 | Становништво старо 15 и више година без школовања                                                | 7697     |
| 102 | Мушко становништво старо 15 и више година без школовања                                          | 3600     |
| 103 | Женско становништво старо 15 и више година без школовања                                         | 4097     |
| 104 | Становништво старосног доба 15 и више година са непотпуним основним образовањем                  | 12042    |
| 105 | Мушко становништво старосног доба од 15 година и више са непотпуном основним образовањем         | 5488     |
| 106 | Женско становништво старосног доба 15 и више година са непотпуном основним образовањем           | 6554     |
| 107 | Становништво старо 15 и више година са комплетним основним образовањем                           | 13716    |
| 108 | Мушко становништво старо 15 година и више са комплетним основним образовањем                     | 6039     |
| 109 | Женско становништво старо 15 и више година са комплетним основним образовањем                    | 7677     |
| 110 | Становништво старосног доба 15 и више година са непотпуним средњим образовањем                   | 3216     |
| 111 | Мушко становништво старосног доба од 15 година и више са непотпуним средњим образовањем          | 1855     |
| 112 | Женско становништво старосног доба од 15 година и више са непотпуним средњим образовањем         | 1361     |
| 113 | Становништво старо 15 и више година са пуним секундарном образовањем                             | 11290    |
| 114 | Мушко становништво старосног доба од 15 година и више са пуним секундарном образовањем           | 5119     |
| 115 | Женско становништво старосног доба од 15 година и више са пуним секундарном образовањем          | 6171     |
| 116 | Становништво старије од 18 година са постосновним образовањем                                    | 7923     |
| 117 | Мушко становништво старије од 18 година са постосновним образовањем                              | 3801     |
| 118 | Женско становништво старије од 18 година са постосновним образовањем                             | 4122     |
| 119 | Просечна оцена школовања                                                                         | 6.34     |
| 120 | Просечан ниво образовања мушке популације                                                        | 6.39     |
| 121 | Просечан ниво образовања женског становништва                                                    | 6.3      |
| 122 | Економски активно становништво                                                                   | 28915    |
| 123 | Економски активна мушка популација                                                               | 21951    |
| 124 | Економски активна женска популација                                                              | 6964     |
| 125 | Становништво које није економски активно                                                         | 33411    |
| 126 | Мушко становништво које није економски активно                                                   | 7132     |
| 127 | Женско становништво које није економски активно                                                  | 26279    |
| 128 | Запослено становништво                                                                           | 27541    |
| 129 | Запослено мушко становништво                                                                     | 20766    |
| 130 | Запослено женско становништво                                                                    | 6775     |
| 131 | Незапослена популација                                                                           | 1374     |
| 132 | Незапослена мушка популација                                                                     | 1185     |
| 133 | Незапослена женска популација                                                                    | 189      |
| 134 | Становништво без права на здравствене услуге                                                     | 23643    |
| 135 | Становништво које има право на здравствене услуге                                                | 60462    |
| 136 | Становништво које има право на ИМСС                                                              | 6517     |
| 137 | Становништво које има право на социјално осигурање                                               | 2536     |
| 138 | Становништво које има право на државно социјално осигурање                                       | 623      |
| 139 | Становништво које има право на опште осигурање или здравствено осигурање за нову генерацију      | 50863    |
| 140 | Становништво које је било једном или није било у браку током 12 година и више                    | 22154    |
| 141 | Венчано или уједињено становништво од 12 година и више                                           | 36742    |
| 142 | Становништво које је било у браку или уједињено 12 година и више                                 | 3853     |
| 143 | Становништво са католичком религијом                                                             | 81497    |
| 144 | Протестанти, еванђелисти и библијски следбеници различити од еванђелиста                         | 1725     |
| 145 | Становништво са другим религијама различитим од претходних                                       | 1        |
| 146 | Становништво без религије                                                                        | 732      |
| 147 | Укупно пописаних домаћинства                                                                     | 19055    |
| 148 | Пописна домаћинства на челу са мушкарцима                                                        | 14959    |
| 149 | Пописна домаћинства на челу са женама                                                            | 4096     |
| 150 | Становништво у пописним домаћинствима                                                            | 84214    |
| 151 | Становништво у пописним домаћинствима на челу са мушкарцима                                      | 68734    |
| 152 | Становништво у пописним домаћинствима на челу са женама                                          | 15480    |
| 153 | Укупно домаћинстава                                                                              | 23269    |
| 154 | Укупно насељених домаћинстава                                                                    | 19091    |
| 155 | Укупно приватних кућа                                                                            | 23233    |
| 156 | Насељени приватни домови                                                                         | 19055    |
| 157 | Укупно насељених приватних кућа                                                                  | 19089    |
| 158 | Ненасељене приватне куће                                                                         | 3319     |
| 159 | Појединачна домаћинства за привремену употребу                                                   | 859      |
| 160 | Становници у насељеним приватним кућама                                                          | 84214    |
| 161 | Насељеност станара у приватним становима                                                         | 4.42     |
| 162 | Просечно становника по соби у приватним насељеним домаћинствима                                  | 1.28     |
| 163 | Појединачна домаћинства са подовима од различитих материјала од земље                            | 18314    |
| 164 | Појединачна домаћинства у приземљу                                                               | 698      |
| 165 | Појединачна домаћинства са једном спаваћом собом                                                 | 6382     |
| 166 | Појединачна домаћинства са две спаваће собе и више                                               | 12637    |
| 167 | Појединачна домаћинства са једним собом                                                          | 1174     |
| 168 | Појединачна домаћинства са две собе                                                              | 3847     |
| 169 | Појединачна домаћинства са 3 собе и више                                                         | 13987    |
| 170 | Појединачна домаћинства која имају електрично светло                                             | 18662    |
| 171 | Појединачна домаћинства која немају електрично светло                                            | 355      |
| 172 | Појединачна домаћинства која имају водоводну воду у стамбеном простору                           | 17146    |
| 173 | Појединачна домаћинства која немају водоводну воду у стамбеном простору                          | 1856     |
| 174 | Појединачна домаћинства која имају тоалет                                                        | 16212    |
| 175 | Појединачна домаћинства која имају канализацију                                                  | 15616    |
| 176 | Појединачна домаћинства која немају канализацију                                                 | 3365     |
| 177 | Појединачна домаћинства која имају електрично светло, довод воде из јавне мреже и канализацију   | 14306    |
| 178 | Појединачна домаћинства без икаквих услова                                                       | 409      |
| 179 | Појединачна домаћинства која имају радио                                                         | 14431    |
| 180 | Појединачна домаћинства која имају телевизор                                                     | 17891    |
| 181 | Појединачна домаћинства која имају фрижидер                                                      | 15701    |
| 182 | Појединачна домаћинства која имају машину за веш                                                 | 11079    |
| 183 | Појединачна домаћинства која имају аутомобил или комби                                           | 8025     |
| 184 | Појединачна домаћинства која имају рачунар                                                       | 2050     |
| 185 | Појединачна домаћинства која имају фиксну телефонску линију                                      | 5162     |
| 186 | Појединачна домаћинства која имају мобилни телефон                                               | 8987     |
| 187 | Појединачна домаћинства која имају приступ интернету                                             | 1013     |